# 微笑曲線

微笑曲線示意圖

微笑曲線（Smile Curve）是1992年時，當時的宏碁電腦董事長施振榮在《再造宏碁：开创、成长与挑战》一书中所提出的企業競爭戰略。
微笑曲線分成左、中、右三段，左段為技術、專利，中段為組裝、製造，右段為品牌、服務，而曲線代表的是附加價值，微笑曲線在中段位置的附加價值較低，而在左右兩段位置的附加價值較高，如此整個曲線看起來像是個微笑符號。微笑曲線的含意即是：要增加企業的附加價值，絕不是持續在組裝、製造位置，而是往左端或右端位置邁進。